# IEEE 802.6
IEEE 802.6 es un estándar de la serie 802 referido a las redes MAN (Metropolitan Area Network). Actualmente el estándar ha sido abandonado debido a algunos defectos provenientes de este protocolo (no es muy efectivo al conectar muchas estaciones de trabajo)[cita requerida] y a que normalmente se utilizan  Synchronous Optical Network (SONET) y Asynchronous Tranfer Mode (ATM). Hoy en día se han reemplazado también por otros protocolos sobre Ethernet como Multiprotocol Label Switching (MPLS).
El IEEE 802.6, también llamado DQDB (Distributed Queue Dual Bus, bus doble de colas distribuidas), está formado por dos buses unidireccionales paralelos que serpentean a través del área o ciudad a cubrir. Cada bus tiene un Head-end, el cual genera células para que viajen corriente abajo.
Cuando una estación desea transmitir tiene que confirmar primero la dirección del receptor (si esta a la derecha o a la izquierda) y luego tomar el bus correspondiente. Esto generó un gran problema ya que una vez conformada la red, cada estación tiene que chequear las direcciones de las otras estaciones, generando grandes demoras de tiempo.